# 周深“C-929星球”全国巡回演唱会
周深“C-929星球”全国巡回演唱会是中国大陆男歌手周深的第二次巡回演唱会，于2019年11月9日在北京工人体育馆开始首场演出。

## 概述
宣布
周深是第23届全球华语榜中榜内地最受欢迎男歌手，代表作《大鱼》。2019年9月12日，周深在北京举行了“C-929星球”巡回演唱会启动发布会。发布会现场公布了首轮七站巡演城市：北京、南京、深圳、重庆、成都、上海、广州。同时宣布，北京站将于11月9日北京工人体育馆正式启航，在这次演唱会上，周深将首次带来唱跳表演。
演唱会主题“C-929星球”中，C是周深英文名Charlie的开头字母，9.29是周深的生日，星球灵感来源于周深一直喜欢的童话故事《小王子》，周深说，每一个人都是一颗星球。这次巡回演唱会中80%的歌曲将会和以前演唱会的歌曲不同，同时又延续深空间巡演的传统，每一场都会有一些不同的歌曲。
这次巡演由大景文化（北京）有限公司主办。演唱会的门票，通过大麦网销售。
反响
2019年11月9日，首场演唱会在北京顺利举行。演唱会还在进行中的时候，#周深王子造型#这个话题就登上了热搜。11月10日，周深获得芭莎男士#芭男星时尚# #你心目中的天籁之音#星时尚排行榜首位。
2019年12月21日，上海场演唱会开场前，周深扮成小黄人在门口迎接观众，随后话题#周深演唱会#登上了微博热搜。12月22日，周深获得芭莎男士#芭男星时尚#语言天赋超强排行榜首位。
加场
最早宣布的重庆场因场馆问题被取消，换成了苏州场。2020年1月4日，在广州场演唱会上，又宣布增加武汉、贵阳、青岛、合肥、北京五个场次。但因2019冠状病毒病疫情爆发，未能举行。

## 场次
| 时间           | 城市 | 场馆                 | 备注   |
| -------------- | ---- | -------------------- | ------ |
| 2019年11月9日  | 北京 | 北京工人体育馆       | [ 17 ] |
| 2019年11月16日 | 南京 | 江苏大剧院综艺厅     | [ 18 ] |
| 2019年11月30日 | 深圳 | 深圳福田体育馆       | [ 19 ] |
| 2019年12月7日  | 苏州 | 苏州市体育中心体育馆 | [ 20 ] |
| 2019年12月14日 | 成都 | 华熙528M.空间        | [ 21 ] |
| 2019年12月21日 | 上海 | 上海静安体育中心     | [ 22 ] |
| 2020年1月4日   | 广州 | 广州中山纪念堂       | [ 23 ] |

## 曲目
目前已经定下三十多首精选曲目。演唱会分为“降临”、“浮生入梦”、“声与深寻”、“仍是少年”四大主题环节。